# Matrimonio igualitario en Coahuila
El matrimonio entre personas del mismo sexo en el Estado de Coahuila es legal desde septiembre de 2014. El 5 de marzo de 2013 el congresista Samuel Acevedo Flores, Partido Socialdemócrata, presentó un proyecto de ley para el Congreso de Coahuila para legalizar los matrimonios del mismo sexo y la adopción por parejas del mismo sexo.  El 11 de febrero de 2014, el Congreso aprobó las adopciones por parte de parejas del mismo sexo con una votación de 23 a favor y dos en contra (Partido de Acción Nacional y Unidad Democrática de Coahuila); Sin embargo, el debate sobre la igualdad en el matrimonio continuó. El 8 de agosto de 2014, el Congreso en Saltillo comenzó de nuevo las discusiones sobre el matrimonio entre personas del mismo sexo. El proyecto de ley fue aprobado en 1 de septiembre de 2014 por lo que es el segundo estado a reformar su Código Civil y tercer distrito donde una pareja puede casarse sin una orden judicial. Entró en vigor el 17 de septiembre, y la primera pareja se casó el 20 de septiembre.

## Decisión legal
| Partido político                     | Miembros | Sí | No | Abstención | Ausente |
| ------------------------------------ | -------- | -- | -- | ---------- | ------- |
| Partido Revolucionario Institucional | 15       | 12 |    |            | 3       |
| Partido Acción Nacional              | 2        | 2  |    |            |         |
| Partido Verde Ecologista de México   | 2        | 1  |    |            | 1       |
| Nueva Alianza                        | 2        | 2  |    |            |         |
| Partido Primero de Coahuila          | 2        | 1  |    |            | 1       |
| Partido Socialdemócrata              | 1        | 1  |    |            |         |
| Unidad Democrática de Coahuila       | 1        |    | 1  |            |         |
| Total                                | 25       | 19 | 1  |            | 5       |